# Gorges de Nyer
Les Gorges de Nyer és un congost de la Ribera de Mentet en el terme comunal de Nyer, de la comarca del Conflent, a la Catalunya del Nord.
Estan situades en el sector oriental de la meitat del terç septentrional del terme comunal, a prop al sud del Castell de la Roca de Nyer. És el punt més impenetrable i feréstec de la vall de la Ribera de Mentet.
Ressegueix les Gorges de Nyer un camí estret que transcorre per sobre i paral·lel a les gorges. La vista que s'hi ofereix és impressionant per la verticalitat de les parets. La Ribera de Mentet corre al fons de l'engorjat sobre la roca blanca, que destaca sobre el negre de les parets que l'envolten. Cal anar amb compte en alguns punts on el camí s'estreny. Es travessen tres túnels gairebé seguits, i el camí s'acaba de cop quan es veu a l'altra banda el que queda del pont que s'hi havia de construir. El camí és en realitat el que queda d'un projecte de carretera entre Nyer i Mentet, però l'aiguat del 17 d'octubre del 1940 es va emportar el pont i destruir el camí, i el projecte va ser abandonat.
Malgrat ser un indret molt poc conegut, és objecte de freqüents rutes d'excursionisme.